# ۲٬۳-دیمرکاپتو-۱-پروپان‌سولفونیک اسید
۲،۳-دیمرکاپتو-۱-پروپان‌سولفونیک اسید (به انگلیسی: 2,3-Dimercapto-1-propanesulfonic acid) با فرمول شیمیایی C۳H۸O۳S۳ یک ترکیب شیمیایی با شناسه پاب‌کم ۶۳۲۱ است. که جرم مولی آن ۱۸۸٫۲۸۹ g/mol می‌باشد. 